# 우와나다촌
우와나다촌(上灘村)은 돗토리현 도하쿠군에 설치되었던 촌이다. 현재의 구라요시시에 해당한다.